# Landhaus Mehlhorn
Das Landhaus Mehlhorn liegt im Stadtteil Niederlößnitz der sächsischen Stadt Radebeul, in der Paradiesstraße 48. Das Anwesen gehörte bis in das 19. Jahrhundert mit der heutigen Adresse Paradiesstraße 46, der Villa Waldhof, zusammen.

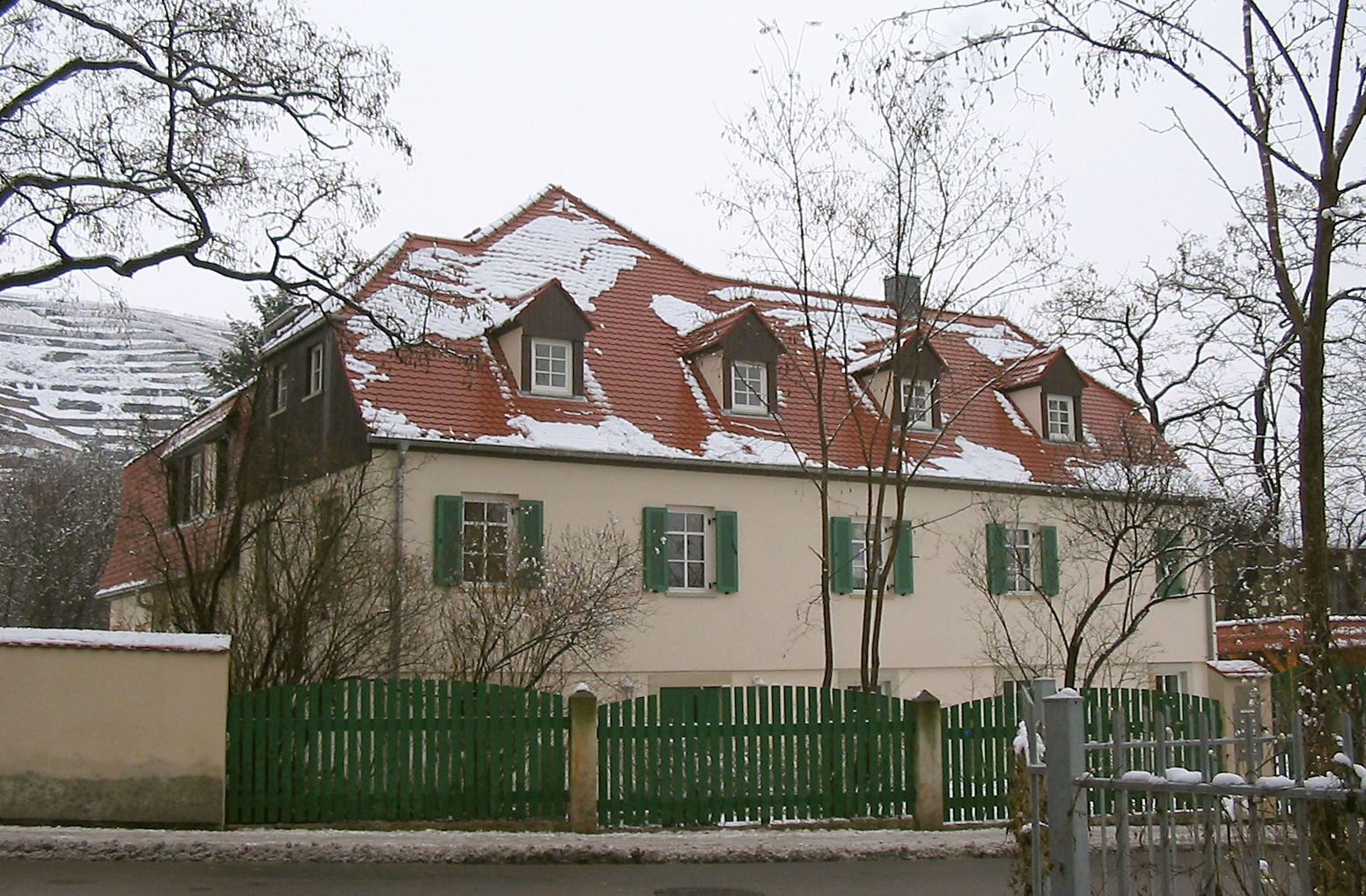
Landhaus Mehlhorn. An der Straße das ehemalige Winzerhaus, dahinter der spätere Landhausanbau

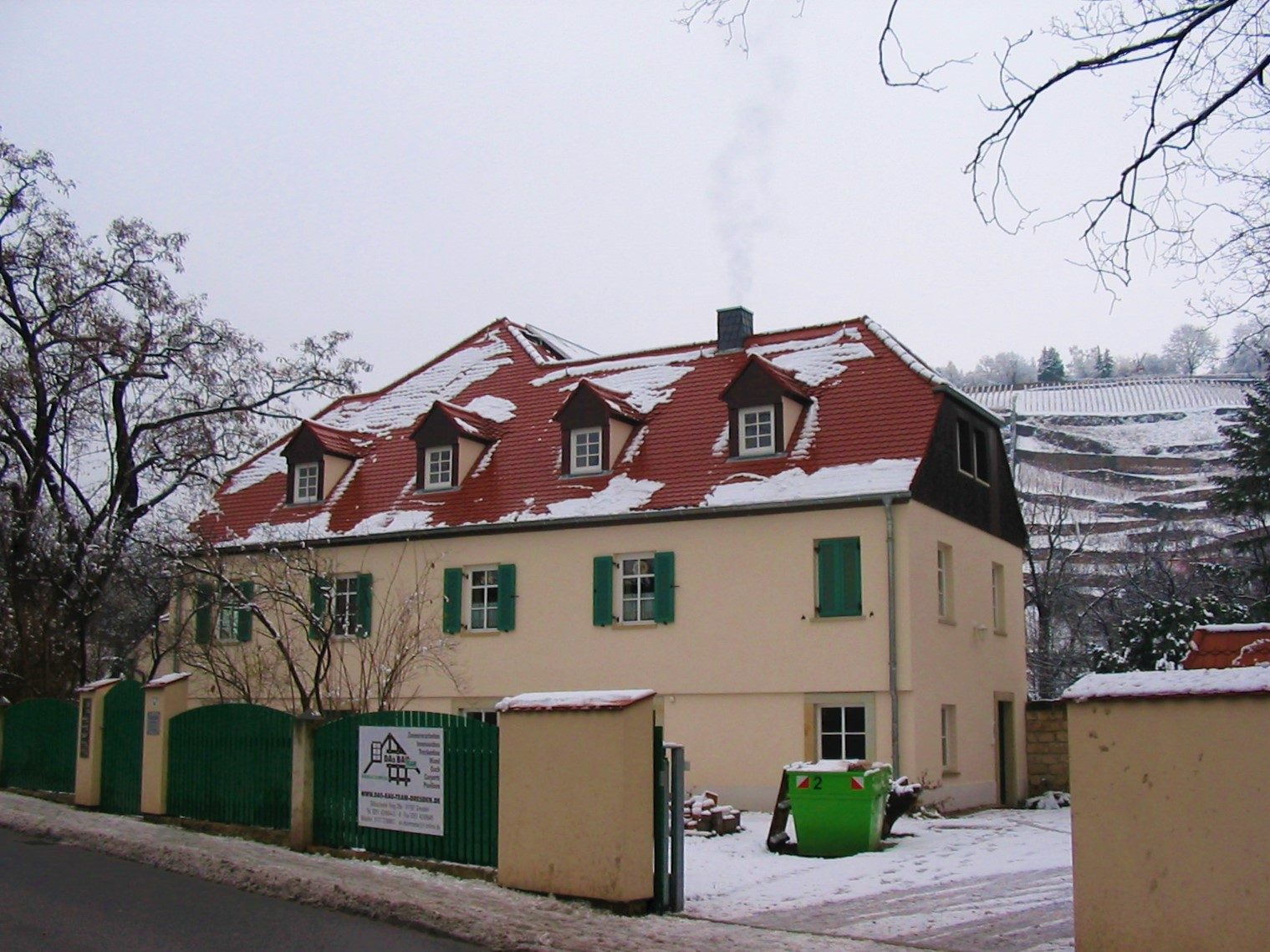
Landhaus Mehlhorn

## Beschreibung
Das schlicht verputzte Landhaus ist eine „Baugruppe aus einem Winzerhaus an der Straße mit angebautem herrschaftlichen Landhaus zum Garten“.
Das ursprünglich unter Denkmalschutz stehende, zweigeschossige Winzerhaus steht traufständig zur Paradiesstraße, es hat ein massives Erdgeschoss und ein verputztes Fachwerk-Obergeschoss. Darüber befindet sich ein Krüppelwalmdach mit vier Giebelgauben.
Zur Gartenseite steht der spätere Landhausanbau mit einem hohen, ausgebauten Mansarddach, das das Dach des Winzerhauses überragt. Vor dessen Südostseite stehen ein Vorbau mit einem polygonalen Zeltdach und ein Eingangsvorbau. An der Nordseite steht ein massiver polygonaler Söller.

## Geschichte
Im 18. Jahrhundert entstand das 1773 urkundlich erwähnte Gebäude Paradiesstraße 48 als Winzerhaus. 1862 beantragte der Oberstleutnant Johann Karl Adolph von Metzradt (auch Carl von Metzradt), „an der Morgenseite des alten Wohnhauses ein neues Wirtschaftsgebäude größtenteils aus roher Wurzel an[zu]bauen und ein neues Wohngebäude [zu] errichten“, also auf der Gebäuderückseite ein Wirtschaftsgebäude anzubauen und unter der heutigen Adresse Paradiesstraße 46 ein Wohnhaus zu bauen. Beide Entwürfe stammten von dem Serkowitzer Baumeister Moritz Ziller.
1875 beantragte Metzradt den weiteren Anbau eines eingeschossigen Wirtschaftsgebäudes ebenfalls auf der Rückseite seines Winzerhauses, Ausführung durch die Baufirma Gebrüder Ziller.
1908 beantragte Generalmajor Alfred Mehlhorn den völligen Umbau seines Landhauses Mehlhorn, indem die Wirtschaftsgebäude auf der Rückseite beträchtlich erweitert und, wie auch das Hauptgebäude, einbezogen werden sollten. Der Entwurf wird dem Dresdner Architekten Georg Heinsius von Mayenburg zugeschrieben, der auch die Bauleitung innehatte. Der ausführende Baumeister war der Serkowitzer Architekt Paul Ziller.
Nachdem die Tochter Alfred Mehlhorns kinderlos verstorben war, ging das Haus 1960 in den Besitz der Stadt Radebeul über. In den 1990er Jahren von privat erworben, ging es 2005 an einen weiteren privaten Eigentümer, der es in der Folgezeit umfassend sanierte.
Nachdem das Fachwerkobergeschoss des ursprünglichen Winzerhauses in den 2000er Jahren durch massives Mauerwerk ersetzt worden war, verlor das Gebäude seine Denkmaleigenschaft.